# Freiheitsplatz (Breslau)
Der Freiheitsplatz (polnisch: Plac Wolności) liegt in der Breslauer Altstadt. Früher hieß der Platz nach dem bekanntesten Bauwerk Schlossplatz (polnisch Plac Zamkowy).

## Geschichte
Unmittelbar vor der Stadtbefestigung befand sich ein Exerzierplatz des preußischen Militärs. Der preußische König Friedrich II. ließ sein Stadtschloss auf dieser Fläche erweitern; das Gebäude wurde namensgebend für den Platz. Nach der Niederlage der preußischen Truppen ließ Napoleon Bonaparte 1807 die Stadtmauer niederreißen und an ihrer Stelle wurde eine begrünte Promenade eingerichtet.
Der Platz diente nun für Paraden und Übungen. In den Jahren 1843–1846 erfolgte eine nochmalige bauliche Erweiterung des Stadtschlosses nach Plänen von Friedrich August Stüler. Der König konnte somit aus seinem Schlafzimmer und Büro die militärischen Paraden und Demonstrationen beobachten.

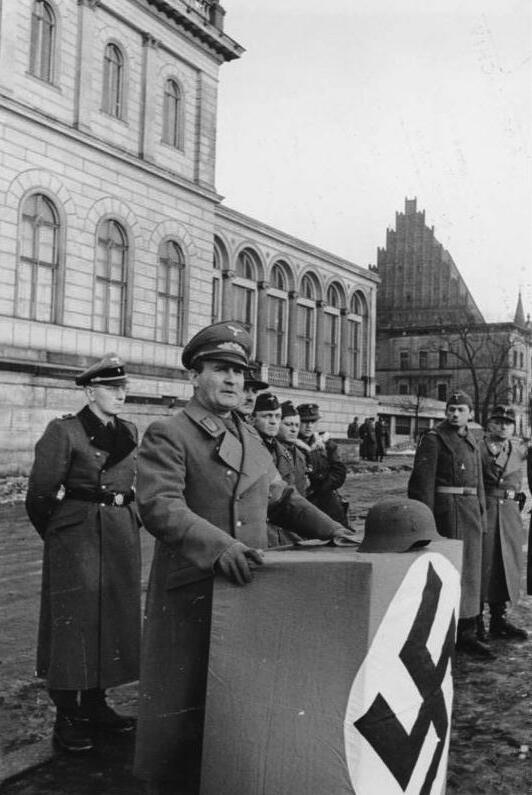
Gauleiter Karl Hanke am Schloßplatz (Februar 1945)

Während des Dritten Reiches nutzten die Nazis den Platz ebenfalls für ihre Zwecke. Nach Ende des Krieges, in den 1950er Jahren erhielt der Platz von der nun ausschließlich polnischen Stadtverwaltung den neuen Namen Freiheitsplatz. Das Aussehen des Platzes änderte sich, da der beschädigte Stülersche Flügel vom Stadtschloss abgetragen wurde und zahlreiche weitere Gebäude in der Umgebung zerstört waren und ebenfalls verschwinden mussten. Der Platz wurde als Marktplatz verwendet, präsentierte sich jedoch als städtische Einöde.
Nach Ende des Kalten Krieges wurde ein Skatepark mit Rampen eingerichtet. Ein tödlicher Unfall im Jahr 2005 führte jedoch zur Stilllegung als Sportplatz.
Ab 2007 erfolgten am Platz archäologische Grabungen zur Vorbereitung einer Neubebauung. Es entstand das Nationale Forum für Musik (Narodowe Forum Muzyki), welches einen Konzertsaal für 1800 Personen, drei weitere Konzertsäle, Konferenzräume, Büros, eine Bibliothek und Ausstellungsräume beinhaltet. Im Jahr 2015 konnte der moderne Bau seiner Bestimmung übergeben werden. Hier finden im Jahresverlauf verschiedene Festivals statt wie das Wratislavia Cantans, Musica Polonia Nova oder das Singing Europe.